# Yvonne Meynier
Pour les articles homonymes, voir Meynier.
Yvonne Meynier, née Yvonne Pollet le 15 mars 1908 à Bourganeuf et morte le 17 avril 1995 à Rennes est une écrivaine française de romans pour la jeunesse.

## Biographie
Yvonne Pollet est la fille d'un couple d'enseignants de Bourganeuf. Son père Eugène étant mort pour la France le 26 septembre 1914, elle devient pupille de la Nation le 27 mars 1919.
Yvonne Pollet épouse le géographe André Meynier, rencontré à Aurillac pendant ses études, le 20 août 1927 et c'est sous le patronyme de son mari qu'elle écrit, celui-ci est géographe et professeur à la faculté de Lettres de Rennes. Le couple aura trois filles : Odette, Yvette et Danièle.
Après des études à l'École normale d'Aurillac, elle devient directrice d'un jardin d'enfants à Bourg-la-Reine, où le couple demeure depuis 1933 au 10, avenue Galois, puis ils s'installent à Rennes en 1938.
Peu après la Seconde Guerre mondiale, elle cofonde avec Robert Merle le prix Korrigan, un prix littéraire d'ouvrages pour la jeunesse. Au mois d'août 1944, elle crée et anime l'émission radiophonique Comme la plume au vent sur Radio Rennes Bretagne. Calmann-Lévy édite son premier roman, Maria de l'Assistance, en 1946.
Ses ouvrages firent l'objet de gros tirages, ainsi que de nombreuses traductions et d'adaptations pour la radio et le théâtre.
Elle meurt le 17 avril 1995 à Rennes.

## Publications

### Ouvrages pour la jeunesse
- L'Expédition du Puy Caprice, Paris, G. P., 1958.
- Trois Garçons et un ruisseau fou, Paris, G. P., 1959.
- Corentin et l'île aux oiseaux, Paris, G. P., 1960.
- Christophe, chef d'orchestre, Paris, G. P., 1961.
- Une petite fille attendait…, Paris, G. P., collection Rouge et Or, 1961.
- Un lycée pas comme les autres, illustrations de Daniel Dupuy, Paris, G.P., 1962   (ISBN 2-261-00276-9).
- Erika des collines, Paris, G. P., 1963.
- Le Bonheur est pour demain, illustrations de Félix Lacroix, Paris, G.P., 1965.
- L'Hélicoptère du petit duc, illustrations de Raymond Busillet, Paris, Magnard, 1967.
- Lavandières et Belles Manières, illustrations de Jacques Pecnard, Paris, G.P., 1967.
- Où es-tu Antonio, illustrations de Michel Gourlier, Paris, Magnard, 1970.
- Delphine reine de la lumière, illustrations d'Allain Renoux, Paris, Magnard, 1972.
- Le Voyage imaginaire, Paris, Magnard, 1973.
- Aline au jardin, illustrations de Philippe Lorin, Paris, Hatier, 1974  (ISBN 2-218-03148-5).
- Le Petit Déjeuner de Nicole, illustrations de Philippe Lorin, Paris, Hatier, 1974.
- L'Arbre aux ancêtres, illustrations de Frédéric Clément, Paris, Magnard, 1978  (ISBN 2-210-99904-9).
- Un cambriolage pour rire, illustrations d'Annie Fico, Paris, Magnard, 1980  (ISBN 2-210-99301-6).
- Le Petit Garçon qui avait perdu son nom, illustrations de Gilles Cottin, Paris, Magnard, 1984  (ISBN 2-210-65901-9).

### Autres ouvrages
- Avec André Meynier, Les Côtes de France, Paris, B. Arthaud, collection « Le Monde en Images », 1972.
- La Cuisine rustique Bretagne-Maine-Anjou, illustrations de Job de Roincé, Forcalquier, Robert Morel éditeur, 1970.
- Comme la plume au vent, dix ans de radio, préface de Georges Duhamel, Blainville-sur-Mer, L'amitié par le livre, 1956.
- Malouriès, Paris, Calmann-Lévy.
- Maria de l'assistance, Paris, Calmann-Lévy, 1946.

## Récompenses
- prix Enfance du monde en 1961.
- grand prix de la littérature pour les jeunes pour Un lycée pas comme les autres en 1962.

## Hommages
- Une rue de Rennes porte le nom du couple Meynier. D'abord appelée rue André Meynier en 1984, le nom sera modifié en rue André et Yvonne Meynier[6].
- L'Institut culturel de Bretagne organise une exposition en son honneur avec la bibliothèque de Rennes en 1997.